# 993
| [ Edytuj tabelę ]              |                                             |
| Książę Polski                  | - 992 Bolesław I Chrobry 1025               |
| Król Anglii                    | - 978 Ethelred II Bezradny 1016             |
| Hrabia Aragonii i król Nawarry | - 970 Sancho II 994                         |
| Hrabia Barcelony               | - 992 Rajmund Borrell 1017                  |
| Książę Bawarii                 | - 985 Henryk II Kłótnik 995                 |
| Książę Burgundii               | - 965 Odo-Henryk 1002                       |
| Cesarz Bizancjum               | - 976 Bazyli II Bułgarobójca 1025           |
| Car Bułgarii                   | - 977 Roman 997 - 976 Samuel Komitopul 1014 |
| Cesarz Chin                    | - 976 Song Taizong 997                      |
| Książę Czech                   | - 972 Bolesław II Pobożny 999               |
| Król Danii                     | - 987 Swen Widłobrody 1014                  |
| Władca Egiptu                  | - 975 Al-Aziz 996                           |
| Król Francji                   | - 987 Hugo Kapet 996                        |
| Król Gruzji                    | - 961 Dawid III 1001                        |
| Hrabia Holandii                | - 988 Arnulf 993 - 993 Dirk III 1039        |
| Cesarz Japonii                 | - 986 Ichijō 1011                           |
| Kalif                          | - 991 Al-Qadir 1031                         |
| Hrabia Kastylii                | - 970 Garcia I Fernandez 995                |
| Król Khmerów                   | - 968 Dżajawarman V 1001                    |
| Wielki książę Kijowa           | - 978 Włodzimierz I Wielki 1015             |
| Patriarcha Konstantynopola     | - 984 Mikołaj II Chryzoberges 996           |
| Władca Korei                   | - 981 Sŏngjong 997                          |
| Król Leónu                     | - 984 Bermudo II 999                        |
| Król Munsteru                  | - 978 Brian Śmiały 1014                     |
| Król Norwegii                  | - 987 Swen Widłobrody 994                   |
| Hrabia Palatynatu              | - 945 Hermann Pusillus 994                  |
| Papież                         | - 985 Jan XV 996                            |
| Hrabia Portugalii              | - 950 Gonçalo Mendes 999                    |
| Książę Saksonii                | - 973 Bernard I 1011                        |
| Król Szkocji                   | - 971 Kenneth II 995                        |
| Król Szwecji                   | - 970 Eryk Zwycięski 995                    |
| Doża Wenecji                   | - 991 Pietro II Orseolo 1009                |
| Książę Węgier                  | - 970 Gejza 997                             |
| Cesarz Wietnamu                | - 980 Lê Hoàn 1005                          |

Rok 993 / CMXCIII
stulecia: IX wiek ~
X wiek ~
XI wiek

lata: 983 «
988 «
989 «
990 «
991 «
992 «
993
» 994
» 995
» 996
» 997
» 998
» 1003

## Wydarzenia na świecie
- 4 lipca – Ulryk z Augsburga został ogłoszony świętym przez papieża Jana XV.
- Samuel został carem ochrydzkim.

## Zmarli
- 13 marca – Hodo, margrabia Marchii Łużyckiej (ur. ?)
- 18 września – Arnulf Holenderski, trzeci hrabia Holandii (ur. ok. 951)
- 19 października – Konrad I Spokojny, król Burgundii (ur. ok. 925)
- 8 lub 9 grudnia – Egbert z Trewiru, arcybiskup Trewiru (ur. ok. 950)
- data dzienna nieznana :
  - Borrell II, hrabia Barcelony, Girony i Osony oraz Urgell (ur. przed 934)
  - Karol z Lotaryngii, książę Dolnej Lotaryngii (ur. 953)